# Marco Tomassoni
Marco Tomassoni (San Marino, 22 febbraio 1980) è un allenatore di calcio ed ex calciatore sammarinese, di ruolo difensore.

## Palmarès
- Campionato Sammarinese: 1

Pennarossa: 2003-2004
- Coppe Titano: 3

Pennarossa: 2004, 2005
La Fiorita: 2012
- Trofeo Federale: 2

Pennarossa: 2003
La Fiorita: 2007